# Плавшич, Биляна
Би́ляна Пла́вшич (серб. Биљана Плавшић; род. 7 июля 1930) — политический деятель сербского национального движения на территории бывшей югославской республики Босния и Герцеговина. Биолог, профессор.
С 1996 по 1998 год — президент Республики Сербской Боснии и Герцеговины.
В феврале 2003 года Плавшич была приговорена Международным трибуналом по бывшей Югославии к 11 годам лишения свободы. Освобождена в 2009 году.

## Биография

### Ранние годы
Родилась 7 июля 1930 года в Тузле, выросла в Сараево. Окончила естественно-математический факультет Загребского университета по специальности «биология», защитила докторскую диссертацию по ботанике. Стала заведующей кафедрой биологии и деканом естественно-математического факультета Сараевского университета.

### Политическая карьера
После победы националистов в 1990 году стала членом сербского коллективного президентства. Была близкой соратницей лидера боснийских сербов Радована Караджича.
Во время войны 1992—1995 годов принимала активное участие в событиях.
Получила титул «железной леди» за смелое противостояние Слободану Милошевичу в 1994 году.

### Президент Республики Сербской (1996—1998)

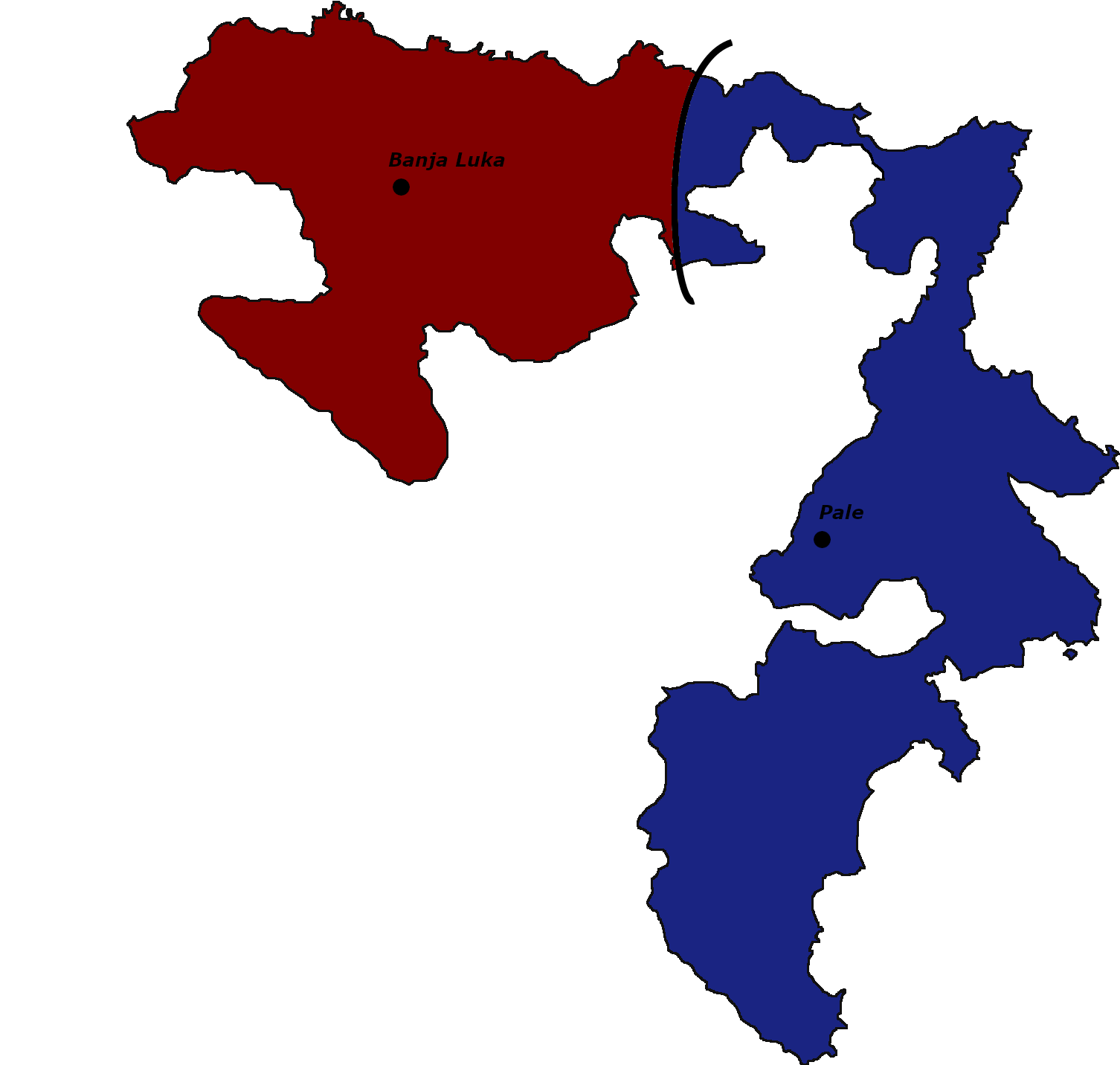
Карта Республики Сербской во время политического кризиса 1997-1998 годов. Территории, поддержавшие Плавшич, отмечены тёмно-красным цветом

В 1996 году сменила Радована Караджича на посту президента Республики Сербской — автономного государственного образования в конфедерации Босния и Герцеговина. Кратковременное президентство Плавшич прошло в условиях противостояния внутри сербского руководства: восток Республики Сербской с центром в Пале был на стороне сторонников Караджича (во главе с М. Краишником), а западные районы с центром в Баня-Луке поддержали Плавшич.
В этом противостоянии Плавшич поддержали международные силы, которые в сентябре — ноябре 1997 года взяли под контроль ретрансляционный передатчики СМИ. По итогам выборов 1997 года в Народную скупщину Республики Сербской, на которых сторонники Караджича (Сербская демократическая партия и поддержавшие их радикалы) получили меньшинство, Плавшич удалось сформировать коалиционное правительство во главе с М. Додиком. 1998 год был отмечен чисткой полицейского аппарата от сторонников Сербской демократической партии, а также громким убийством сторонника Плавшич С. Кнежевича и снятием с должности другого её сторонника — шефа полиции Любиши «Маузера» Савича, обвиненного в пытках задержанных по делу Кнежевича (в 2000 году Савич был убит).
На выборах 1998 года проиграла Николе Поплашену, баллотировавшемуся от коалиции Сербской демократической партии и Сербской радикальной партии РС.

### Трибунал
11 января 2001 года Биляна Плавшич добровольно сдалась Международному трибуналу по бывшей Югославии в Гааге. Она предстала перед трибуналом по обвинениям в военных преступлениях, геноциде и преступлениях против человечности во время войны в Боснии и Герцеговине в первой половине 1990-х годов.
В конце 2002 года Плавшич признала свою вину в преступлениях против человечности во время войны в Боснии и Герцеговине с 1992 по 1995 годы.
27 февраля 2003 года была приговорена трибуналом к 11 годам лишения свободы.

### Заключение (2003—2009)
После вынесения приговора Плавшич получила возможность выбрать себе тюрьму из списка — она остановилась на шведской женской тюрьме Хинсеберг (швед. Anstalten Hinseberg) в окрестностях города Эребру.
В интервью средствам массовой информации Плавшич не раз жаловалась на условия своего содержания. Она также заявляла, что не считает себя виновной и пошла на сотрудничество с международным трибуналом только по совету адвоката — в расчёте на смягчение сроков приговора. В тюрьме Плавшич написала книгу, где описала события, которые привели к боснийской войне. В ней она призвала другого лидера боснийских сербов Радована Караджича и главнокомандующего ВСК генерал-полковника Ратко Младича сдаться Гаагскому трибуналу.
Была освобождена досрочно 27 октября 2009 года.

### На свободе
После выхода на свободу Биляна Плавшич, в тот же день на самолёте прибыла в Белград, где у неё есть квартира и семья. Помимо боснийского, у неё есть также и сербское гражданство, и она владеет квартирой в Белграде.

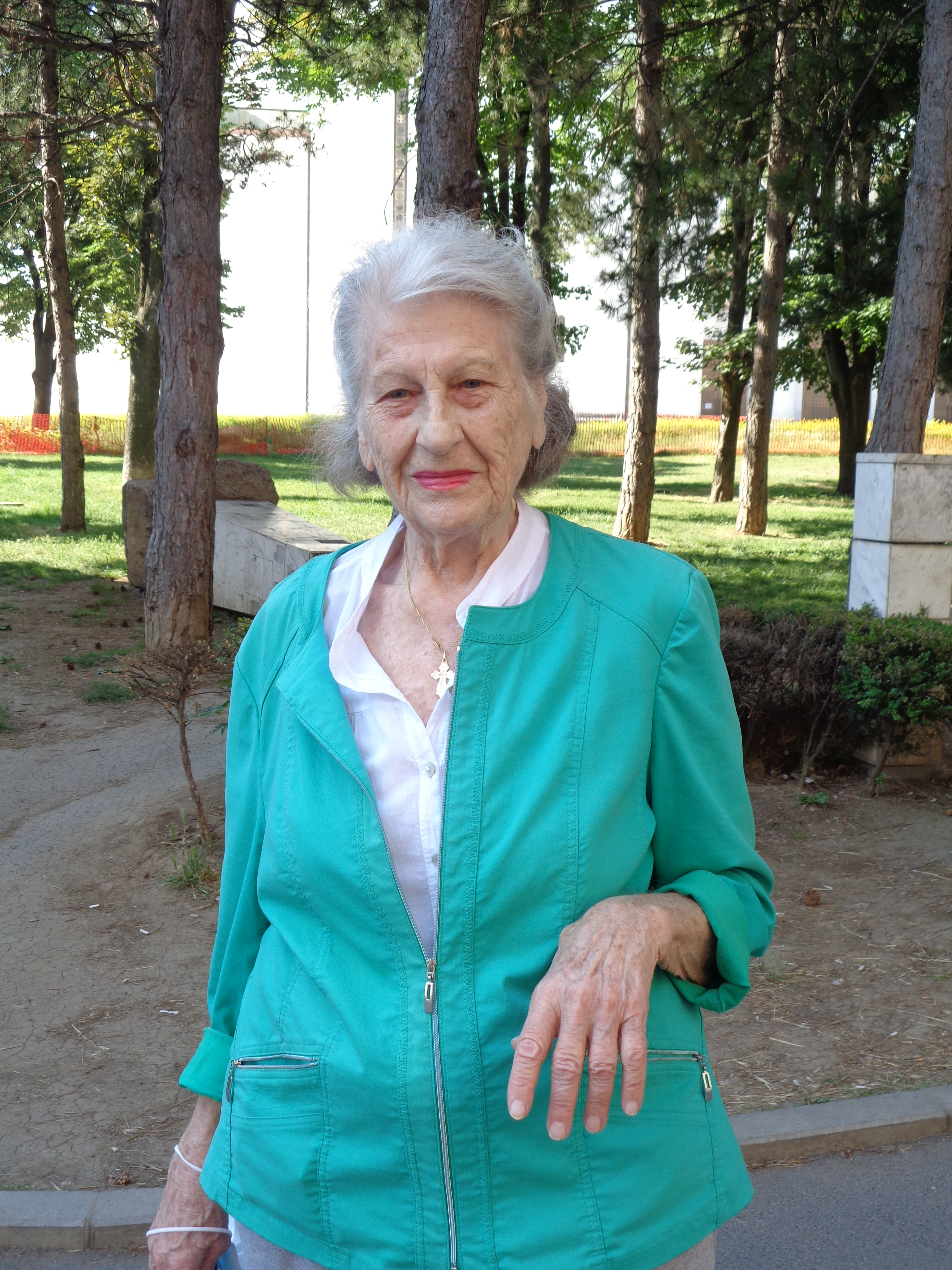
Биляна Плавшич возле Храма Святого Саввы в Белграде, 9 июня 2021 года

## Личная жизнь
Разведена, детей не имеет.